# Elecciones estatales de Alta Austria de 2015
Las elecciones estatales de Alta Austria de 2015 tuvieron lugar el 27 de septiembre. En ella se eligieron los cincuenta y seis miembros del Landtag de Alta Austria y los nueve concejales estatales.

## Sistema electoral
Los 56 escaños del Landtag de Alta Austria se eligen mediante representación proporcional de lista abierta en un proceso de dos pasos. Los escaños se distribuyen entre cinco distritos electorales plurinominales. Para que los partidos reciban alguna representación en el Landtag, deben ganar al menos un escaño en una circunscripción directamente o superar un umbral electoral del cuatro por ciento en todo el Estado. Los escaños se distribuyen en distritos electorales de acuerdo con la cuota Hare, y los escaños restantes se asignan utilizando el sistema D'Hondt a nivel estatal, para garantizar la proporcionalidad general entre el porcentaje de votos de un partido y su porcentaje de escaños.

## Resultados
| Partido                   | Partido                   | Ideología                 | Votos     | %     | Escaños | Concejales |
| ------------------------- | ------------------------- | ------------------------- | --------- | ----- | ------- | ---------- |
|                           | Partido Popular Austríaco | Centroderecha/Derecha     | 315.290   | 36.37 | 21 7    | 4 1        |
|                           | Partido de la Libertad    | Derecha/Extrema derecha   | 263.985   | 30.36 | 18 9    | 3 2        |
|                           | Partido Socialdemócrata   | Centroizquierda           | 159.753   | 18.37 | 11 3    | 1 1        |
|                           | Los Verdes                | Centroizquierda           | 89.703    | 10.32 | 6 1     | 1          |
|                           | NEOS                      | Centro                    | 30.201    | 3.47  | 0       | 0          |
|                           | Partido Comunista         | Extrema izquierda         | 6.512     | 0.75  | 0       | 0          |
|                           | Partido Cristiano         | Centroderecha/Derecha     | 3.111     | 0.36  | 0       | 0          |
|                           |                           |                           |           |       |         |            |
| Votos válidos             | Votos válidos             | Votos válidos             | 869.555   | 97.32 |         |            |
| Votos blancos/nulos       | Votos blancos/nulos       | Votos blancos/nulos       | 23.930    | 2.68  |         |            |
| Total                     | Total                     | Total                     | 893.485   | 100   | 56      | 9          |
| Registrados/Participación | Registrados/Participación | Registrados/Participación | 1.094.497 | 81.63 |         |            |
| Fuente: ORF               |                           |                           |           |       |         |            |

- Datos: Q18816484
- Multimedia: 2015 Upper Austrian state election / Q18816484